# 国会議事堂 (ハンガリー)
国会議事堂（こっかいぎじどう、ハンガリー語: Országház [ˈorsɑ̈ːkhɑ̈ːz]　翻字はオルサーグハーズ、実際の発音はオルサークハーズ）は、ハンガリーの立法府である国会の議事堂。首都ブダペストのドナウ川岸辺、コシュート・ラヨシュ広場に位置する。ハンガリー国内で最も大きな建築物であり、ヨーロッパで二番目、世界で三番目に大きな国会議事堂である(hu)。

## 概要
1867年、ハプスブルク帝国の支配下にあったハンガリー王国は、アウスグライヒによりオーストリア=ハンガリー君主国となり、オーストリア帝国と対等の国家連合を形成することになった。（元首が国王のハンガリー王国と元首が皇帝のオーストリア帝国の国家連合なのでオーストリア=ハンガリー君主国。）ハンガリー王国政府は、1873年ブダとオーブダ、ペシュトの3市を合併してブダペシュト市（日本では英語からブダペスト市として定着）を作り、ここを首都と定める。7年後の1880年に国会は、国の独立を示す、新しくて国を代表するような国会議事堂の建設を決議。コンペティションが公布され、シュテインドル・イムレ (Steindl Imre [ˈʃtɛindl ˌimrɛ]) (hu) に任されることとなった。ほか2人の案も採用され、それぞれ民族博物館と農業博物館の建設を任された。
1885年に建設が始まり、1896年には征服定住千年祭が開始され、1904年に完成。シュテインドルは完成を見ることなく、1902年に亡くなっている。国会議事堂の建設にはおよそ1000人が従事し、4000万個のレンガ、50万の宝石と40kgの金が使われた。
第二次世界大戦後の社会主義体制から体制転換する前年の1989年10月23日、この国会議事堂で国号を「ハンガリー人民共和国」から「ハンガリー共和国」へ改称することが宣言された。

## 特徴
ウェストミンスター宮殿同様、ゴシック・リヴァイヴァル建築である。左右対称のファサード、そして中央にドームがある。
建物長268m、建物幅123m。内部には、10の中庭、13の乗客兼貨物用エレベーター、27の門、29の階段室、691の部屋がある。建物高は96mと、聖イシュトヴァーン大聖堂とともに、ブダペストで最も高い建物である。この「96」という数字は1896年の征服定住1000年目を、そしてアールパード朝初代の君主アールパード公のカルパチア盆地征服定住の年、896年にも因んでいる。
内外の壁には、全部で242体の彫刻が施されている。ファサードの上部には、歴代のハンガリー統治者、トランシルヴァニアの統治者、及び有名な軍人たちの彫像がある。窓の上部には王侯貴族の紋章が描かれている。正面玄関は東側にある階段で、2頭のライオンの像が並んでいる。
ハンガリー王が代々受け継いできた、聖イシュトヴァーンの王冠と宝珠や宝剣、王杓などの戴冠式用の品がこの議事堂内で保管展示されている。議会が開かれていない日に限り、専門ガイドによる見学ツアーで議事堂内の見学ができる。見学ツアーに参加した観光客は、豪奢な装飾が施された大階段を登り、天井に描かれたフレスコ画を仰ぎ、壁がんにあるシュテインドル・イムレの胸像の前を通過する。ここにはほかに、アールパードやイシュトヴァーン1世、フニャディ・ヤーノシュの像もある。国会議事堂の中で最も有名なものの1つが16角形の形をした議場であり、衆議院（下院）（今日ではここで国会が開かれる）、貴族院（上院）（1945年まで存在。現在のハンガリーは衆議院のみの一院制である）などたくさんの部屋と隣接している。ロート・ミクシャ（Róth Miksa [ˈroːt ˌmikʃɒ]）によるステンドグラスとガラスのモザイク絵もまた、特徴の1つとして数えられている。
あまりにも広大で、繊細な手仕事で作られた建物のため、常に建物のどこかで補修工事が行われている状態にある。

## ギャラリー

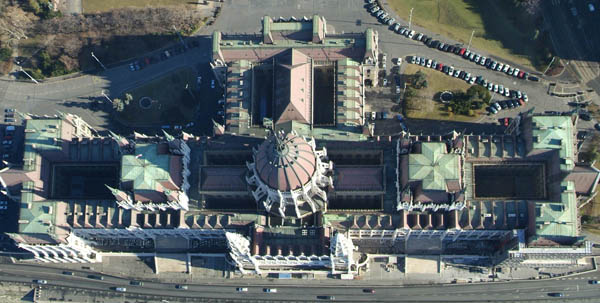
俯瞰図
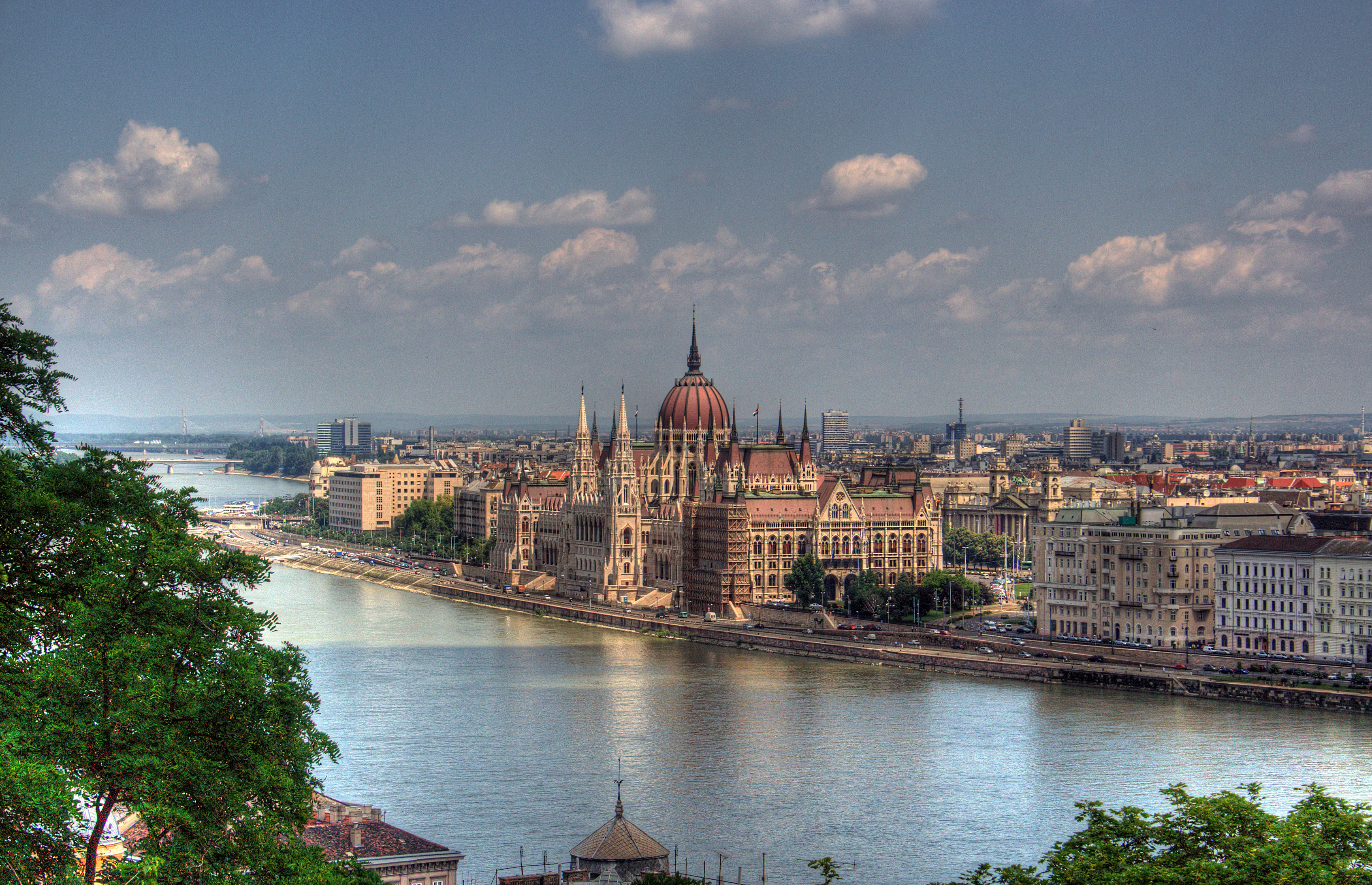
眺望図
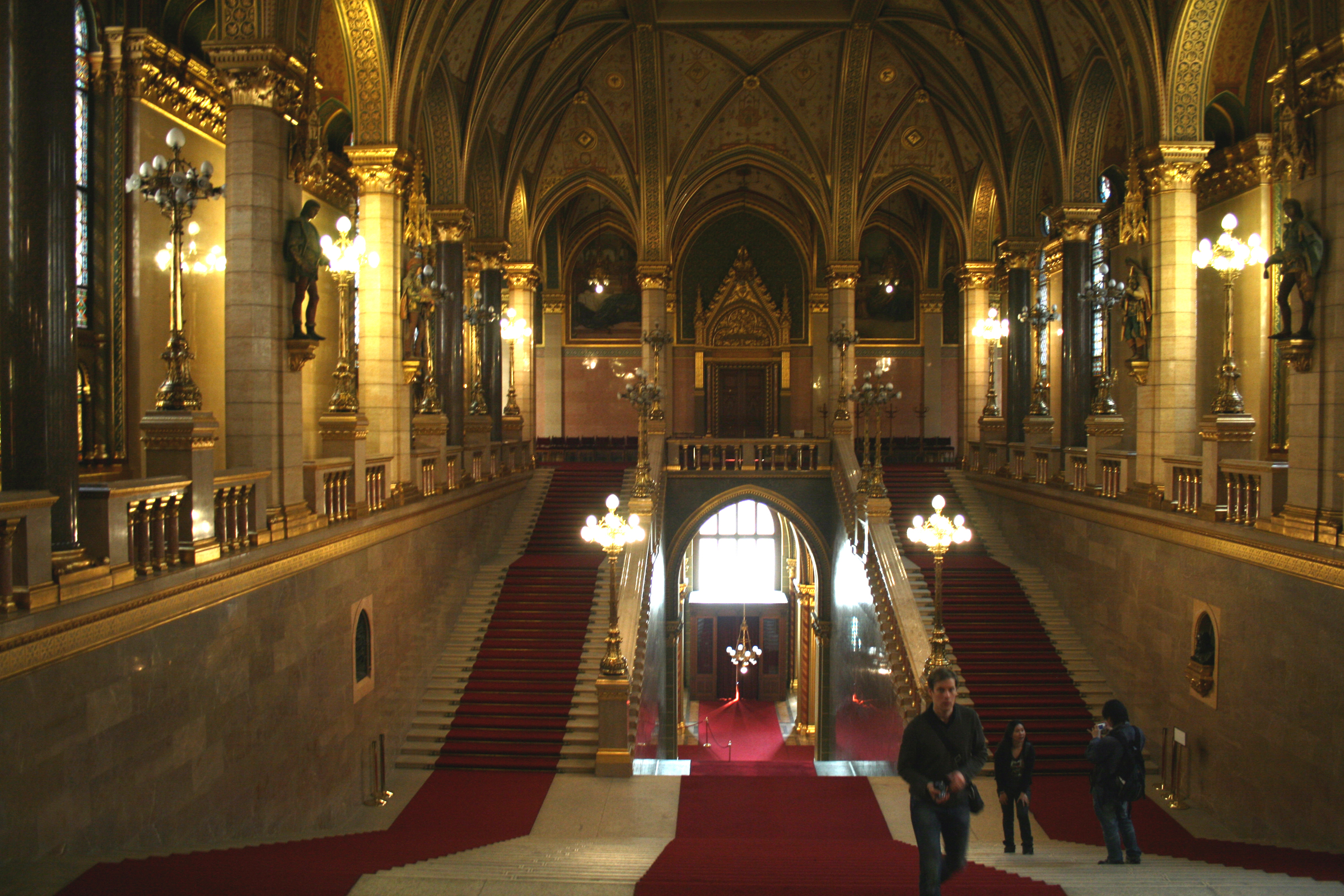
議事堂内大階段
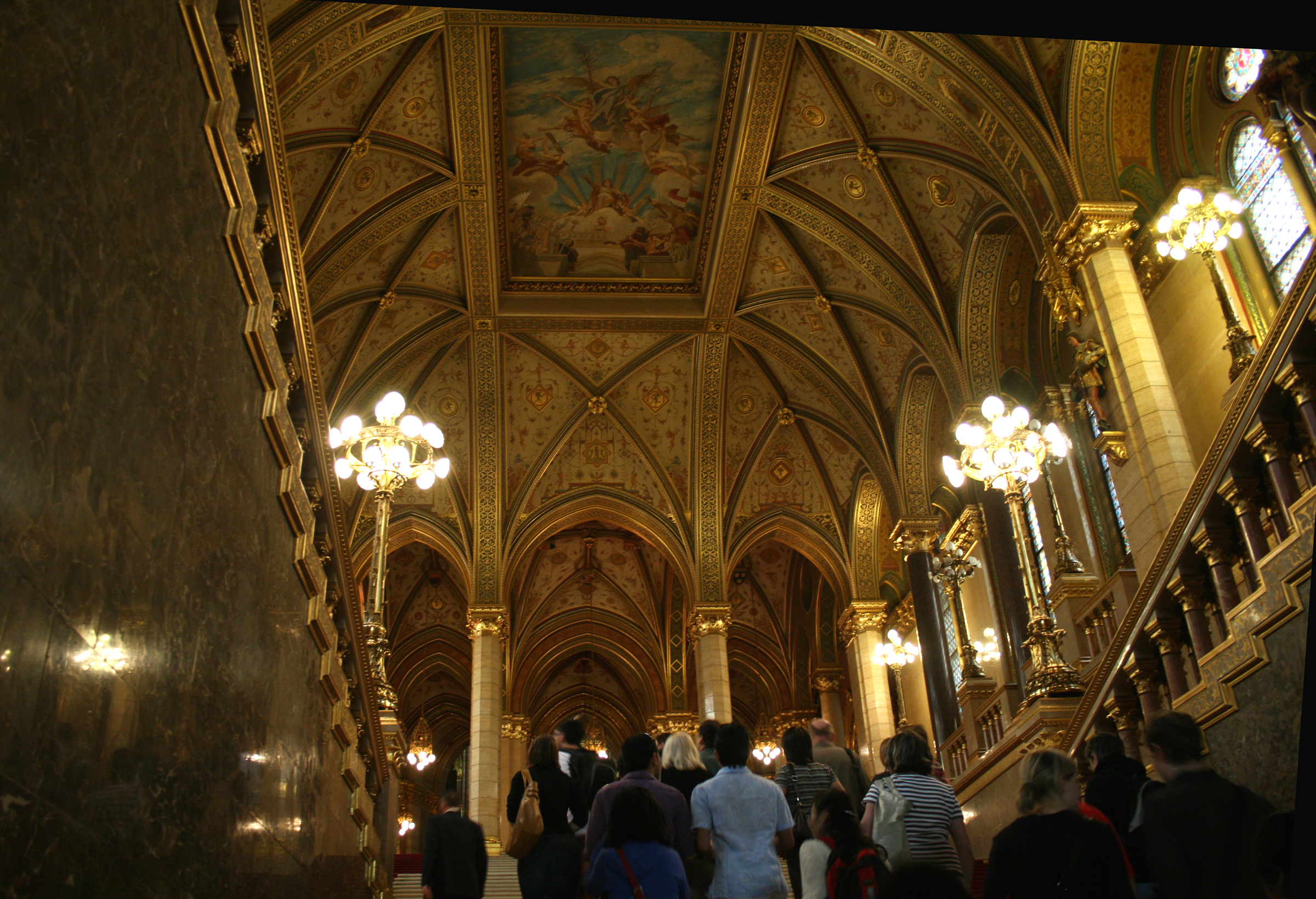
カーロイ・ロツ（en）によるフレスコ画が描かれた天井
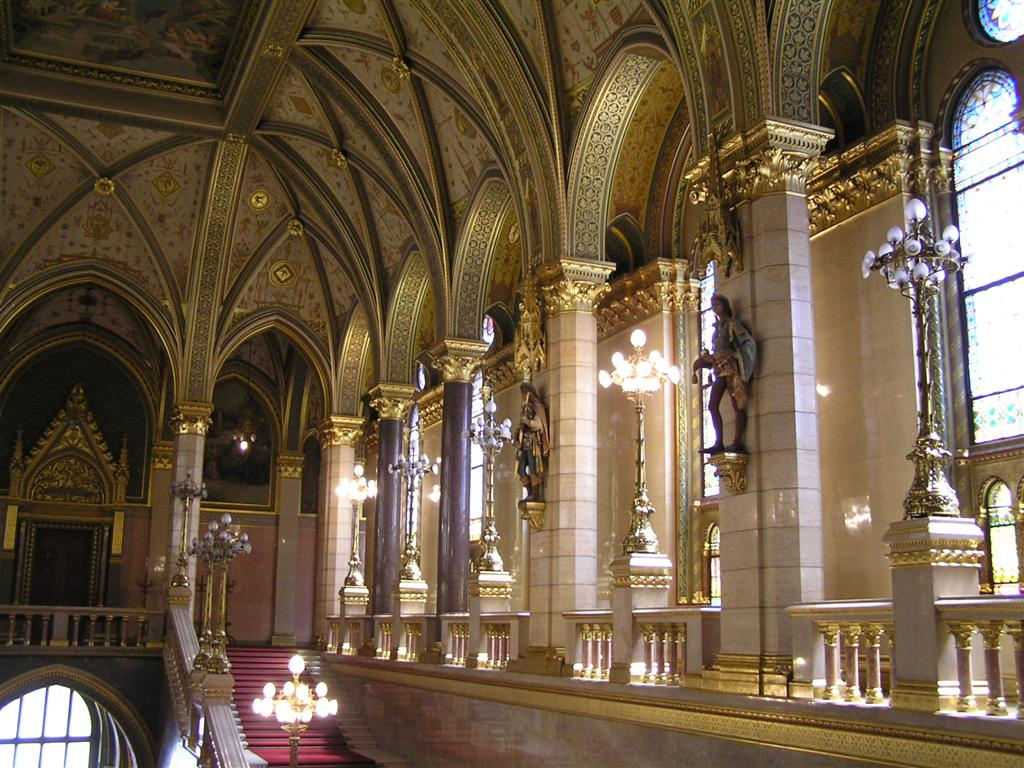
王たちの像
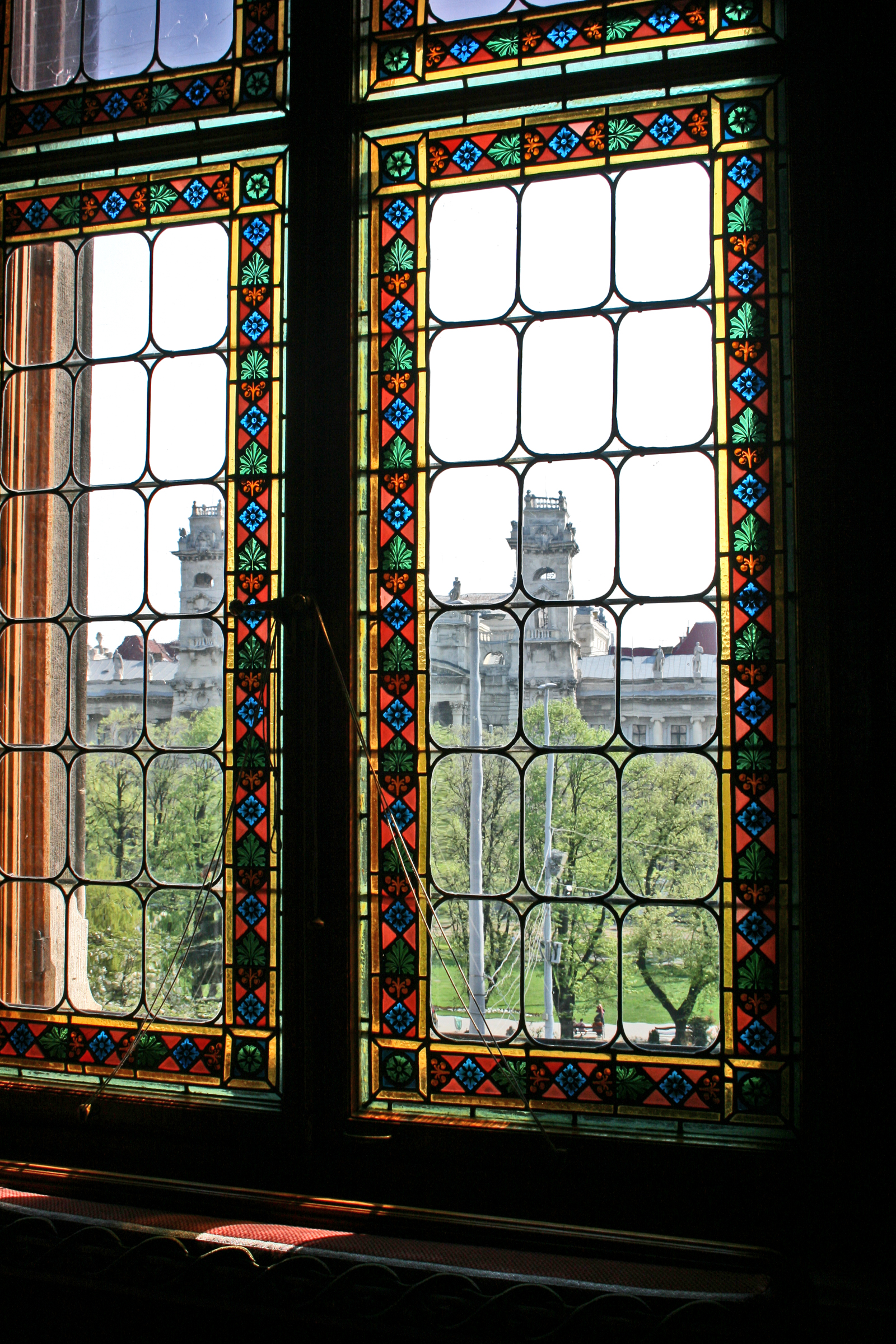
装飾がほどこされた窓
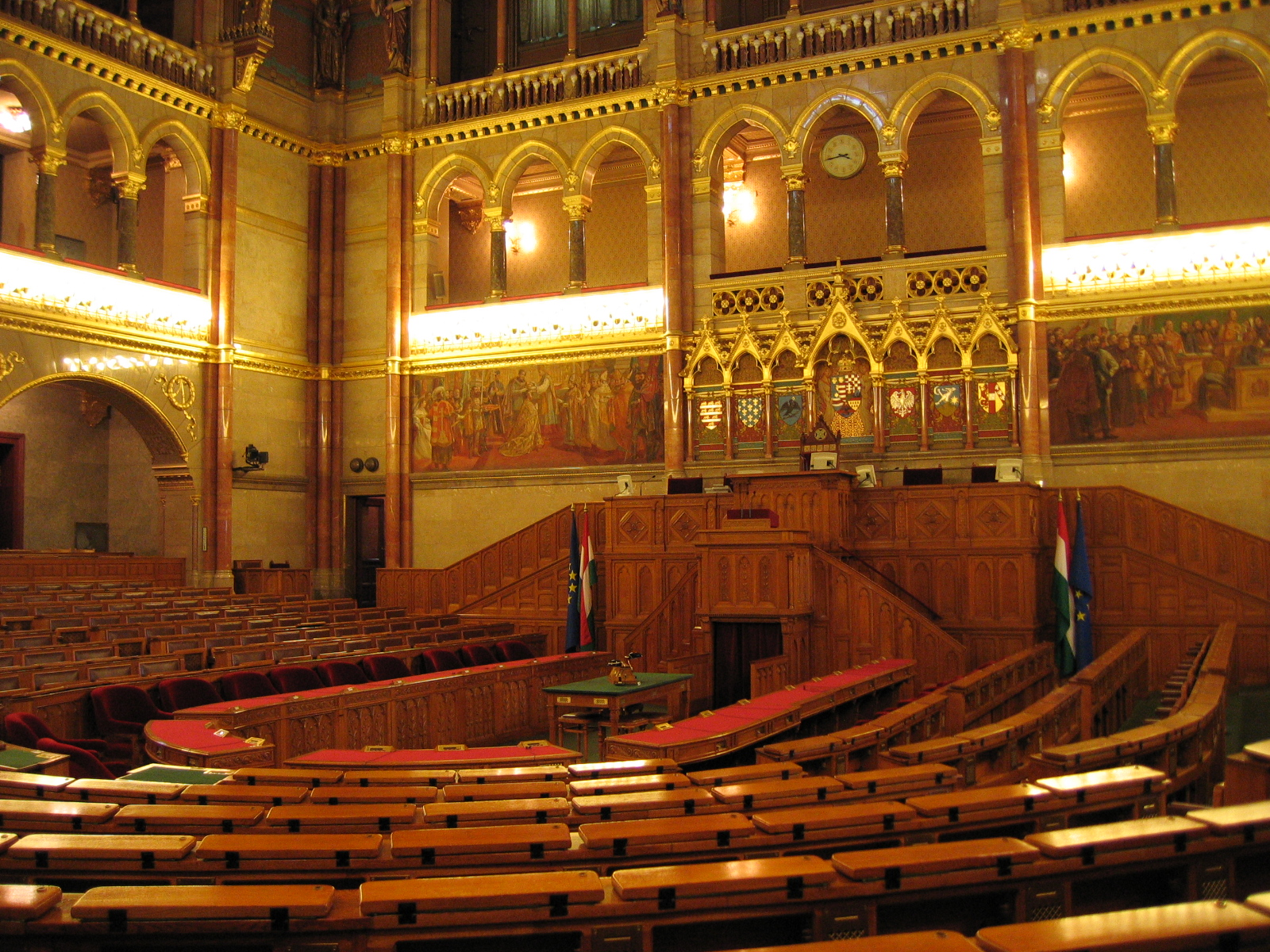
議場
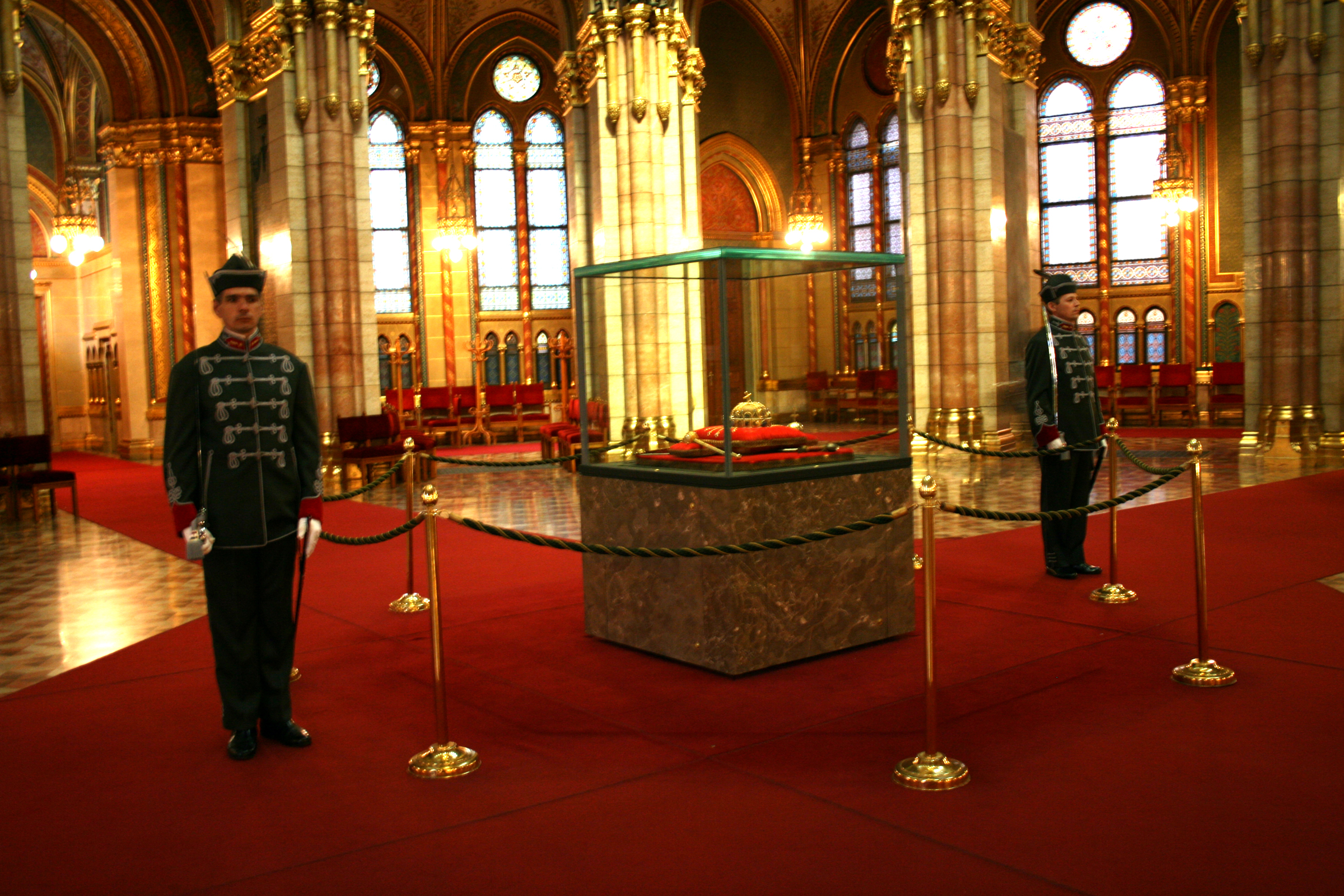
聖イシュトヴァーンの王冠
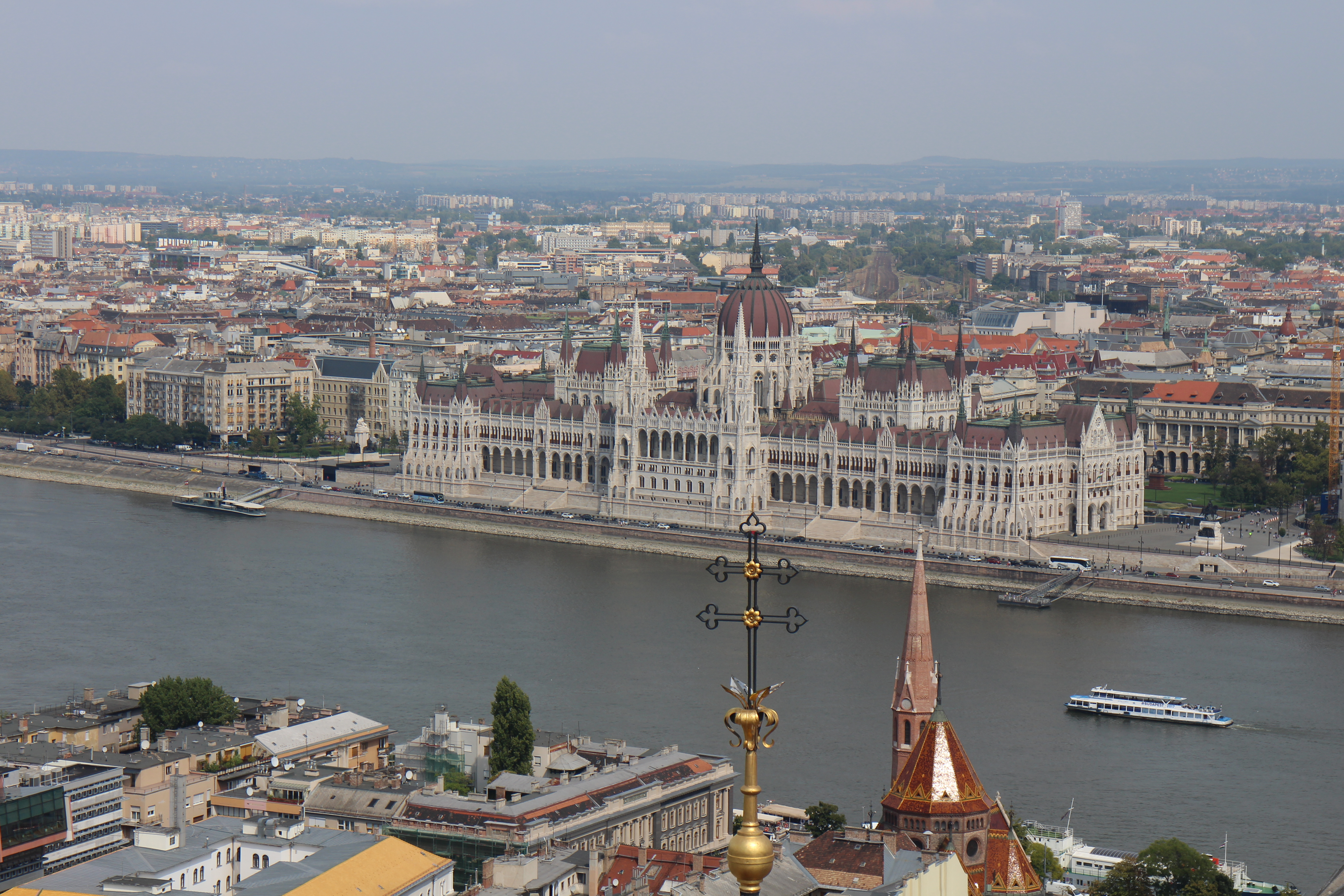
漁夫の砦からみた国会議事堂
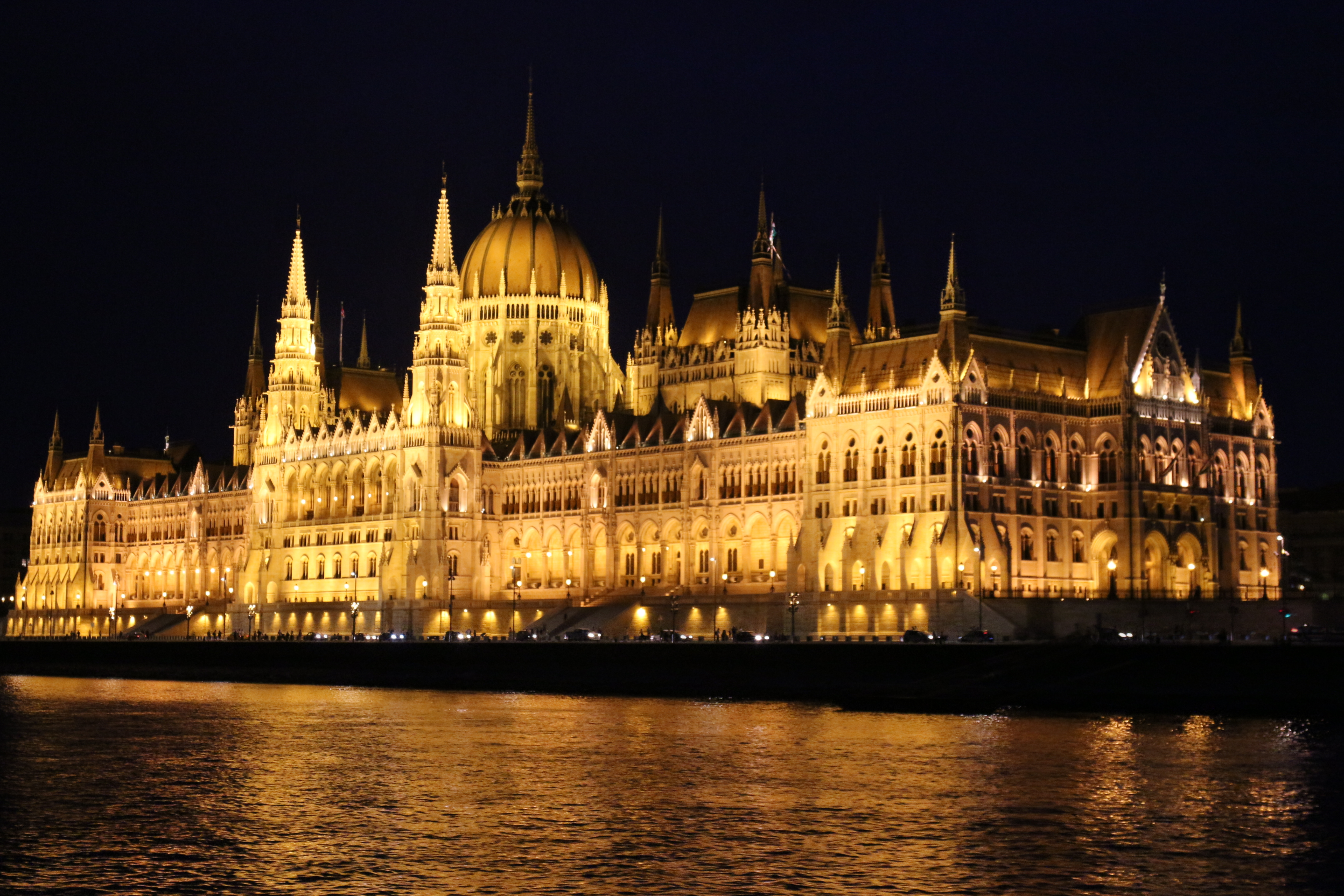
夜の国会議事堂